# Ангистрон (гора)
Ангистрон (греч. Άγκιστρον ή Άγκιστρο — «крюк») — горы в Греции, на левом берегу реки Стримон, в непосредственной близости от государственной границы с Болгарией. Высочайшая вершина — гора Чал высотой 1294 м над уровнем моря.
Гора считается продолжением гор Славянка, разделяющих Грецию и Болгарию. Гора покрыта лиственными и хвойными лесами. Эта местность стала известной ещё во времена Филиппа II Македонского в IV веке до н. э., благодаря имеющимся в районе месторождениям серебра и железа, которые вместе с Пангеем «финансировали» общегреческую Азиатскую экспедицию (336—334 до н. э.) против Персии и поход Александра Македонского в Азию. Шлаки, которые разбросаны внутри и снаружи Ангистрона, являются остатками древней горнодобывающей деятельности. В период османского владычества гора называлась Ченгел (тур. Çengel — «крюк»), также Цингели (греч. Τσιγγέλη).
Гора дала название деревне Ангистрон, расположенной у северного подножья.